# Nacoleia rhoeoalis
Nacoleia rhoeoalis là một loài bướm đêm thuộc họ Crambidae. Nó được tìm thấy ở New South Wales, Queensland, Victoria, Tây Úc và Tasmania.
Sải cánh dài khoảng 10 mm.
Ấu trùng ăn các loài the dead leaves của Eucalyptus.

## Hình ảnh

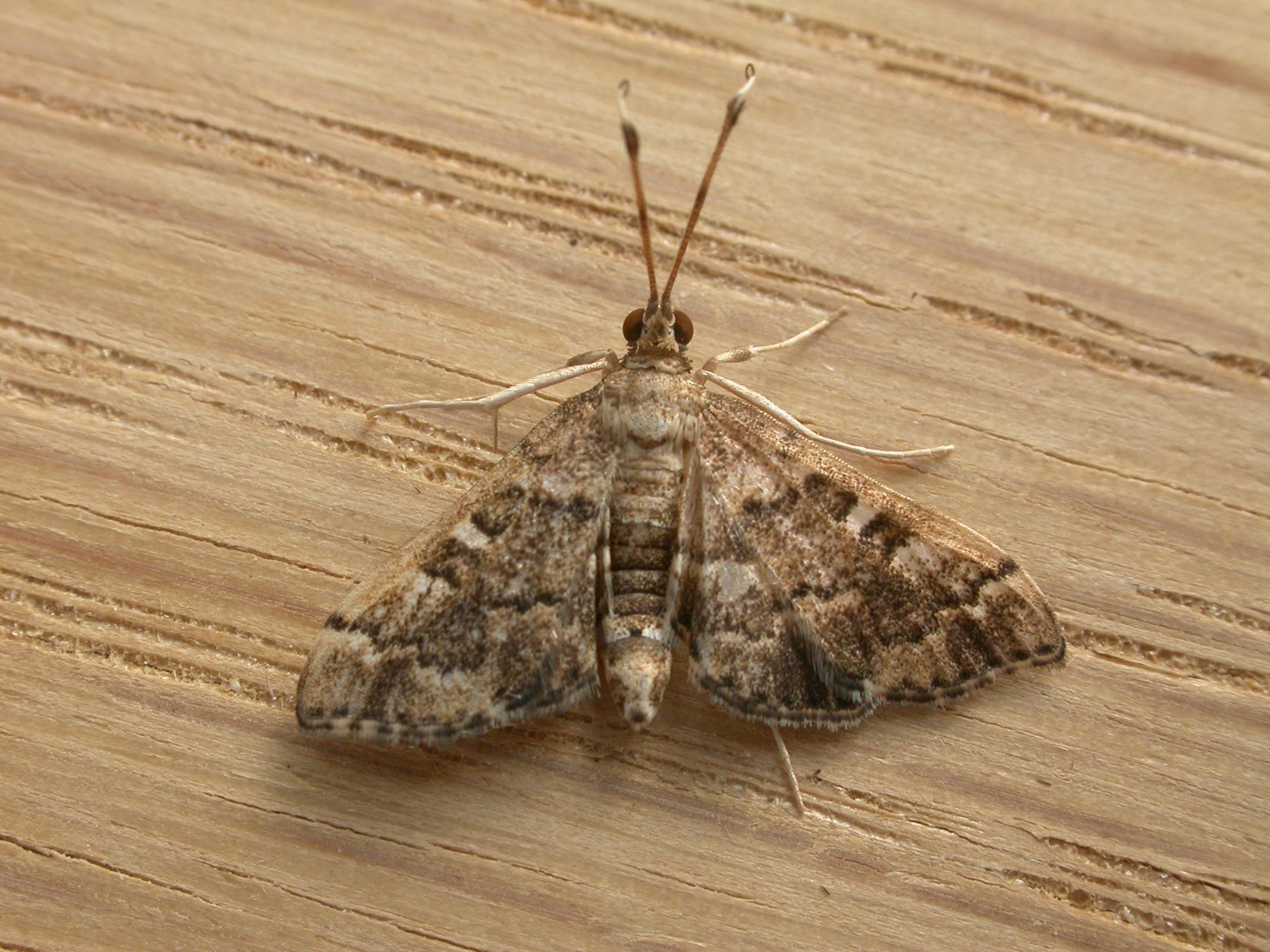